# Angels' share
Angels' share el. englenes andel stammer oprindelig fra fransk La part des anges og er de ca. 1½-2½% alkohol, som årligt trækker gennem trætønderne og fordamper fra lager- og modningsfadene med bl.a. cognac og armagnac, hvorfra udtrykket hidrører. 
Udtrykket stammer oprindeligt fra den franske alkoholindustri, hvorfra det har spredt sig til til de whisky-producerende områder. Destilleret alkohol, som lagres på træfade (altovervejende egetønder) kan ikke undgå at dele af alkoholen trækker gennem træet. Selvom disse egefade tidligere har være anvendt til lagring af vin, eksempelvis sherry, er det ikke til at undgå at fugtighed, herunder alkohol trænger gennem træets porer og fordamper. 
I den udstrækning fordampningen omfatter alkohol, er dette rent umiddelbart et tab for producenten, som der dog kompenseres for gennem højere priser for ældre lagrede produkter, som eksempelvis 10 år cognac eller whisky.
I større lagerhaller og -kældre er atmosfæren mærkbart præget af dette udtræk af alkohol, ofte i en grad som får besøgende til mærkbart at nyde opholdet her.
Angels' share mindskes når alkoholindholdet i det lagrede produkt bliver lavere. I vinfade, hvor alkoholprocenten er betydeligt lavere end i alkohol, mærker producenterne således langt mindre til svindet.